# DTAC
Total Access Communication Public Company Limited, viết tắt DTAC, là nhà cung cấp các dịch vụ mạng điện thoại di động GSM lớn thứ ba ở Thái Lan chỉ đứng sau AIS và True. Công ty mẹ của DTAC là Telenor, cả hai có cùng một logo giống nhau. Tính đến ngày 31 tháng 12 năm 2011, DTAC có 23,2 triệu thuê bao đăng ký, tương ứng với khoảng 30% thị phần dịch vụ viễn thông di động.
Năm 2015, DTAC báo cáo tổng tài sản đạt 110 965 triệu baht, lợi tức 87 753 triệu baht và lợi nhuận ròng 5893 triệu baht.